# Toma Caragiu
Pour les articles homonymes, voir Toma.
Toma Caragiu (21 août 1925, Árgos Orestikó - Άργος Ορεστικό ou Hrupisti -, en Grèce - 4 mars 1977, Bucarest) est un acteur roumain d'origine aroumaine, jouant à la fois au théâtre, à la télévision et au cinéma. Il a interprété principalement des rôles dans des comédies, mais a également joué dans des rôles dramatiques, notamment dans le film Actorul și sălbaticii (L'acteur et les sauvages) en 1975.

## Biographie
Toma Caragiu est né le 21 août 1925 dans une famille aroumaine (Nico Caragiu și Atena Papastere Caragiu) originaire du village grec Etomilítsa, dans la province de Kónitsa (Préfecture de Ioannina dans la région d'Épire).
La famille Caragiu s'est installé à Ploiești. C'est à cette période que la vocation d'acteur lui est venue. Il a été coopté dans une troupe du théâtre de son lycée et il écrit dans le journal du lycée Frământări. Il obtient son baccalauréat en 1945.
Il s'inscrit en Droit, mais abandonne les cours pour rentrer au Conservatoire de Musique et d'Arts Dramatiques de Bucarest, dans la classe de Victor Ion Popa (ro). 
Ses débuts sur scène au Théâtre National de la Place Amzei en 1948, alors étudiant en troisième année, interprétant le rôle  d'un acolyte dans la pièce Toreadorul din Olmado (le torero Olmado) mis en scène par Ion Șahighian (ro).
Le premier mai 1948, il est engagé en tant que membre du corps artistique du Théâtre national de Bucarest. Il obtient le diplôme de l'Université nationale d'art théâtral et cinématographique Ion Luca Caragiale en 1949, à l'âge de 24 ans.
Le premier avril 1951, il a été engagé au Théâtre Municipal de Constanța, récemment créé, où il joue le rôle de Rică Venturiano (ro) dans la pièce O noapte furtunoasă (ro) (une nuit orageuse de Ion Luca Caragiale).
En 1953, à l'âge de 28 ans, il est nommé directeur du Théâtre Municipal de Ploiești, fonction qu'il conservera 12 ans. Il y interprète sur la scène de Ploiești 34 rôles. 
En 1965, il est invité par Liviu Ciulei à se produire au Théâtre Bulandra (ro) de Bucarest, lui permettant de remporter près de 90 récompenses.
Il a joué notamment avec d'autres monstres sacrés comme notamment Ștefan Bănică (ro), Octavian Cotescu (ro), Anda Călugăreanu (ro).
Il est mort dans des circonstances tragiques, dans l'effondrement de son immeuble lors du séisme de Vrancea de 1977 le 4 mars, qui coûta également la vie de son ami, le régisseur Alexandru Bocăneț (ro).
Toma Caragiu est enterré au cimetière Bellu de Bucarest.

## Vie privée
Après ses premières années en Grèce, la famille de Toma Caragiu (son père, sa mère, lui et ses deux petites sœurs Matilda (ro) et Geta) s'est réfugiée en Dobroudja du Sud puis en Roumanie. À la suite d'une série de pérégrinations, la famille s'installe à Ploiești où Toma ira au lycée.
Il se marie en 1952 avec une collègue de théâtre, Maria Bondar, mais le mariage ne dure pas. Le divorce est prononcé en 1962, peu après l'adoption d'une petite fille de 3 ans, Maria (Doina) Caragiu pour laquelle il assure son avenir ; elle ne suivra pas une carrière artistique comme son père (elle déclara dans une interview de 2007 : "Je n'ai pas son talent, sa culture, ni même poursuivi sa profession") mais elle va bénéficier des droits d'auteurs de son père.
En 1963, il se marie avec Elena Bichman (ro), une actrice, pour laquelle il s'agit du second mariage, à la suite du divorce avec le dramaturge Paul Ioachim (ro). Il semble que ce mariage n'était pas le plus heureux, peut-être à cause du tempérament plus aventureux de l'actrice,. À la suite de la mort tragique de l'artiste, Elena Caragiu fuit la Roumanie en 1977 pour s'installer aux États-Unis, et poursuivit sa vie sous le nom d'Helen Cara-Chester. Aujourd'hui est remariée une troisième fois, elle est venue en Roumanie en septembre 2011 pour l'inauguration d'un monument en hommage à Toma Caragiu.

## Filmographie
- 1955 : Nufarul rosu de Gheorghe Tobias
- 1961 : Vara romanticade Sinișa Ivetici (ro)
- 1962 : Poveste sentimentală de Iulian Mihu (ro)
- 1962 : Străzile au amintiri de Manole Marcus
- 1963 : Politică și delicatese de Haralambie Boroș (ro)
- 1965 : Cartierul veseliei de Manole Marcus
- 1966 : Procesul alb de Iulian Mihu
- 1966 : Haiducii
- 1966 : Vremea zăpezilor de Gheorghe Naghi (ro)
- 1967 : Șeful sectorului suflete de Gheorghe Vitanidis
- 1967 : Subteranul de Virgil Calotescu (ro)
- 1968 : Răpirea fecioarelor de Dinu Cocea
- 1968 : Răzbunarea haiducilor
- 1968 : KO de Mircea Mureşan
- 1970 : Brigada Diverse intră în acțiune
- 1971 : Haiducii lui Șaptecai
- 1971 : Zestrea domniței Ralu
- 1971 : Săptămîna nebunilor
- 1971 : Brigada Diverse în alertă!
- 1971 : B.D. la munte și la mare
- 1971 : Facerea lumii de Gheorghe Vitanidis
- 1972 : Bariera de Mircea Mureşan
- 1972 : Explozia de Mircea Drăgan
- 1973 : Ciprian Porumbescu
- 1974 : Proprietariide Șerban Creangă (ro)
- 1974 : Trei scrisori secrete de Virgil Calotescu (ro)
- 1974 : Tatăl risipitor d'Adrian Petringenaru (ro)
- 1974 : Un august în flăcări
- 1975 : Actorul și sălbaticii
- 1975 : Nu filmăm să ne amuzăm de Iulian Mihu
- 1975 : Mastodontul de Virgil Calotescu
- 1976 : Singurătatea florilor
- 1976 : Operațiunea Monstrul
- 1976 : Premiera
- 1976 : Serenada pentru etajul XII de Carol Corfanta (ro)
- 1976 : Condiția Penelopei (voce) de Luminița Cazacu (ro)
- 1977 : Marele singuratic
- 1977 : Tufǎ de Veneția de Petre Bokor (ro)
- 1977 : Gloria nu cântă d'Alexandru Bocăneț (ro)
- 1977 : Buzduganul cu trei peceți de Constantin Vaeni (ro)